# Katar na Letnich Igrzyskach Olimpijskich 2004
Katar na Letnich Igrzyskach Olimpijskich 2004 reprezentowało 15 zawodników. Był to szósty start Kataru na letnich igrzyskach olimpijskich.

## Dyscypliny

### Lekkoatletyka
Mężczyźni
Adam Ali Adam Abdu miał wystartować w biegu na 800 m, ale nie pojawił się na starcie, podobnie jak Mubarak Faraj Al Nubi w biegu na 400 m przez płotki i Haasan Abdullah Ahmad w biegu na 5000 m i 10000 m.
| Zawodnik                    | Konkurencja                   | Eliminacje | Eliminacje | Półfinał                     | Półfinał                     | Finał                        | Finał                        |
| Zawodnik                    | Konkurencja                   | Wynik      | Miejsce    | Wynik                        | Miejsce                      | Wynik                        | Miejsce                      |
| --------------------------- | ----------------------------- | ---------- | ---------- | ---------------------------- | ---------------------------- | ---------------------------- | ---------------------------- |
| Majed Saeed Sultan          | bieg na 800 m                 | 1:47.92    | 49         | Odpadł z dalszej rywalizacji | Odpadł z dalszej rywalizacji | Odpadł z dalszej rywalizacji | Odpadł z dalszej rywalizacji |
| Abdulrahman Suleiman        | bieg na 1500 m                | 3:42.00    | 28         | Odpadł z dalszej rywalizacji | Odpadł z dalszej rywalizacji | Odpadł z dalszej rywalizacji | Odpadł z dalszej rywalizacji |
| Sultan Khamis Zaman         | bieg na 5000 m                | 13:26.52   | 16         | Odpadł z dalszej rywalizacji | Odpadł z dalszej rywalizacji | Odpadł z dalszej rywalizacji | Odpadł z dalszej rywalizacji |
| Musa Obaid Amer             | bieg na 3000 m z przeszkodami | 8:23.94    | 14 Q       |                              |                              | 8:07.18 PB                   | 4                            |
| Khamis Abdullah Saifeldin   | bieg na 3000 m z przeszkodami | 8:17.89 SB | 4 Q        |                              |                              | 8:36.66                      | 15                           |
| Ahmed Jumaa Jaber           | maraton                       |            |            |                              |                              | 2:20:27                      | 38                           |
| Abdulrahman Faraj Al Nubi   | skok w dal                    | 7.41 m     | 37         |                              |                              | Odpadł z dalszej rywalizacji | Odpadł z dalszej rywalizacji |
| Ibrahim Mohamdein Aboubaker | trójskok                      | 16.71 m    | 16         |                              |                              | Odpadł z dalszej rywalizacji | Odpadł z dalszej rywalizacji |
| Khaled Habash Al Suwaidi    | pchnięcie kulą                | 19.04 m    | 30         |                              |                              | Odpadł z dalszej rywalizacji | Odpadł z dalszej rywalizacji |

- Ahmad Hassan Moussa

| Dziesięciobój  | Konkurencje | Finał | Finał | Finał |
| Dziesięciobój  | Konkurencje | Wynik | Pkt   | Poz.  |
| -------------- | ----------- | ----- | ----- | ----- |
|                | 100 m       | 10.79 | 908   | 8     |
| Skok w dal     | 7.04        | 823   | 17    |       |
| Pchnięcie kulą | 13.32       | 687   | 26    |       |
| Skok wzwyż     | 1.82        | 644   | 28    |       |
| 400 m          | 48.73       | 874   | 26    |       |
| 110 m ppł      | DNF         | 0     |       |       |
| Rzut dyskiem   | -           | 0     |       |       |
| Skok o tyczce  | -           | 0     |       |       |
| Rzut oszczepem | -           | 0     |       |       |
| 1500 m         | -           | 0     |       |       |
| Finał          | Finał       |       | DNF   |       |

### Pływanie
Mężczyźni
| Zawodnik                  | Konkurencja           | Eliminacje | Eliminacje | Półfinał                     | Półfinał                     | Finał                        | Finał                        |
| Zawodnik                  | Konkurencja           | Czas       | Miejsce    | Czas                         | Miejsce                      | Czas                         | Miejsce                      |
| ------------------------- | --------------------- | ---------- | ---------- | ---------------------------- | ---------------------------- | ---------------------------- | ---------------------------- |
| Anas Sameer N H Abuyousuf | 400 m stylem dowolnym | 4:11.99    | 43         | Odpadł z dalszej rywalizacji | Odpadł z dalszej rywalizacji | Odpadł z dalszej rywalizacji | Odpadł z dalszej rywalizacji |

### Podnoszenie ciężarów
Mężczyźni
Jaber Saeed Salem miał wystartować w konkurencji +105kg, ale nie pojawił na starcie.
| Zawodnik           | Konkurencja | Rwanie   | Rwanie  | Podrzut | Podrzut | Łącznie | Miejsce |
| Zawodnik           | Konkurencja | Wynik    | Miejsce | Wynik   | Miejsce | Łącznie | Miejsce |
| ------------------ | ----------- | -------- | ------- | ------- | ------- | ------- | ------- |
| Nader Sufyan Abbas | 77 kg       | 160 kg   |         | 195 kg  |         | 355 kg  | 9       |
| Said Saif Asaad    | 105 kg      | 192,5 kg |         | DNF     |         |         | DNF     |

### Strzelectwo
Mężczyźni
| Zawodnik        | Konkurencja   | Kwalifikacje | Kwalifikacje | Finał                        | Finał                        |
| Zawodnik        | Konkurencja   | Wynik        | Miejsce      | Wynik                        | Miejsce                      |
| --------------- | ------------- | ------------ | ------------ | ---------------------------- | ---------------------------- |
| Rashid Al-Athba | podwójny trap | 132          | 11           | Odpadł z dalszej rywalizacji | Odpadł z dalszej rywalizacji |
| Nasir al-Atijja | skeet         | 122          | 3 Q          | 25                           | 4                            |

### Zapasy
Abdullrahman Ibrahim A Ibrahim miał wystąpić w kategorii 60kg w stylu dowolnym, ale nie pojawił na starcie.